# Antonio di Saliba

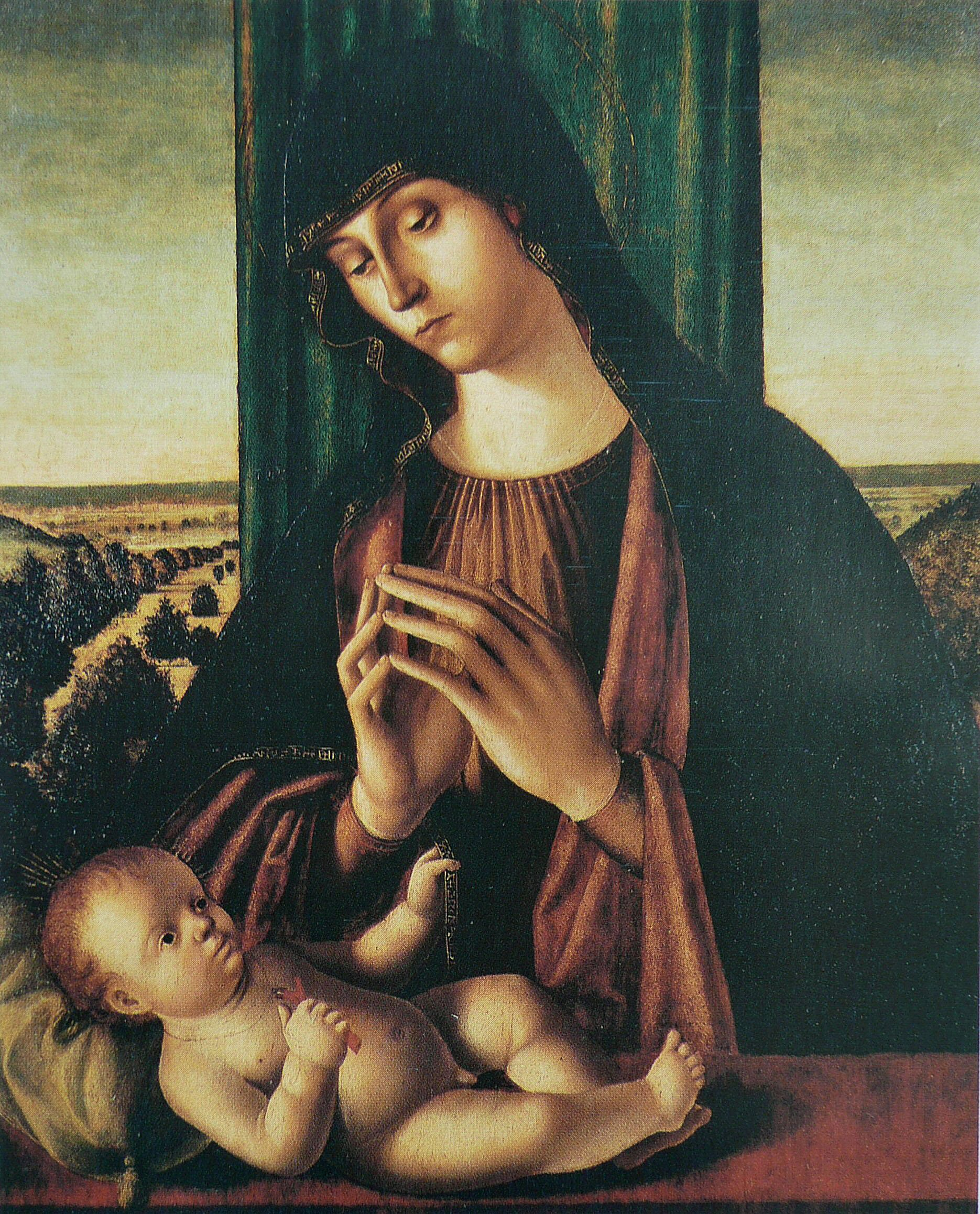
Vergine con Bambino

Antonio di Saliba, o Antonello de Saliba (1466 – 1535), è stato un pittore italiano.

## Biografia
Nato intorno al 1466, era figlio di Giovanni Resaliba o di Saliba, intagliatore d'origini maltesi (Regno di Sicilia) nipote di Antonello da Messina. Porta lo stesso nome dell'illustre zio che fu convertito in Antonio da mercanti d'arte durante il periodo trascorso in Veneto per non generare confusione sull'attribuzione delle opere.
Fu apprendista, insieme al fratello Pietro, nella bottega del grande artista messinese, retta dal figlio Iacobello dopo la morte di Antonello. La sua formazione fu improntata, dunque, sulle opere del grande artista.
È stato ipotizzato un lungo periodo di lavoro nel Veneto, sulle orme di Antonello, e forse accompagnando il cugino Jacobello, giustificando così gli influssi belliniani presenti nelle sue opere frequentando le scuole di Giovanni Bellini e Cima da Conegliano. Probabile anche un periodo di permanenza nell'Italia centrale, vista la presenza di influssi melozziani.
Dal 1497 è nuovamente documentato a Messina dove documenti ed opere firmate ne attestano la successiva attività per un quarantennio. 
Nella sua produzione piuttosto discontinua, soprattutto nell'ultimo periodo per la presenza di aiuti, sono presenti alcuni polittici eseguiti con la collaborazione, per le carpenterie lignee, del padre intagliatore, probabilmente già collaboratore di Antonello da Messina.
Morì intorno al 1535.

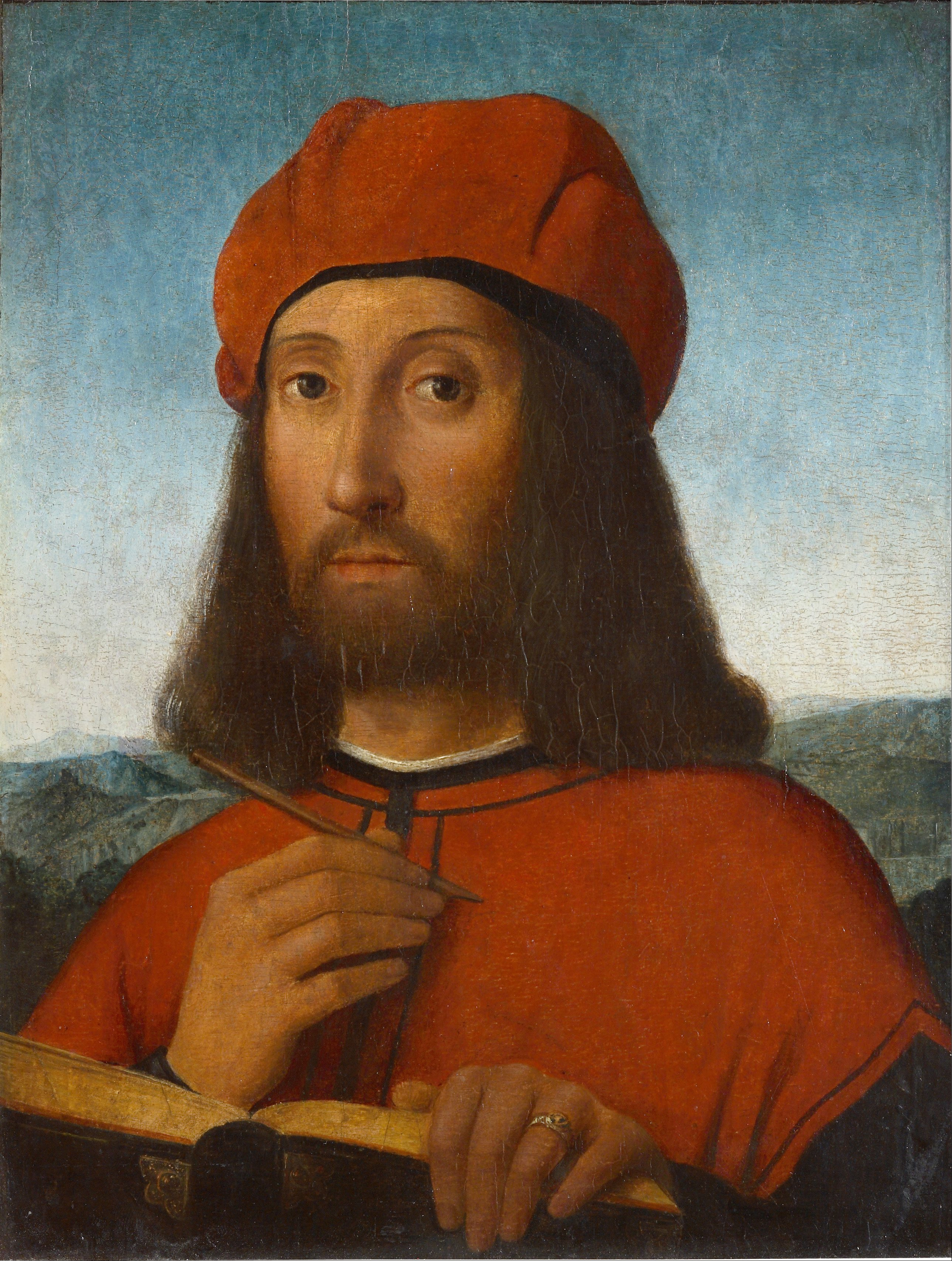
Ritratto di un uomo, Museo Pushkin, Mosca
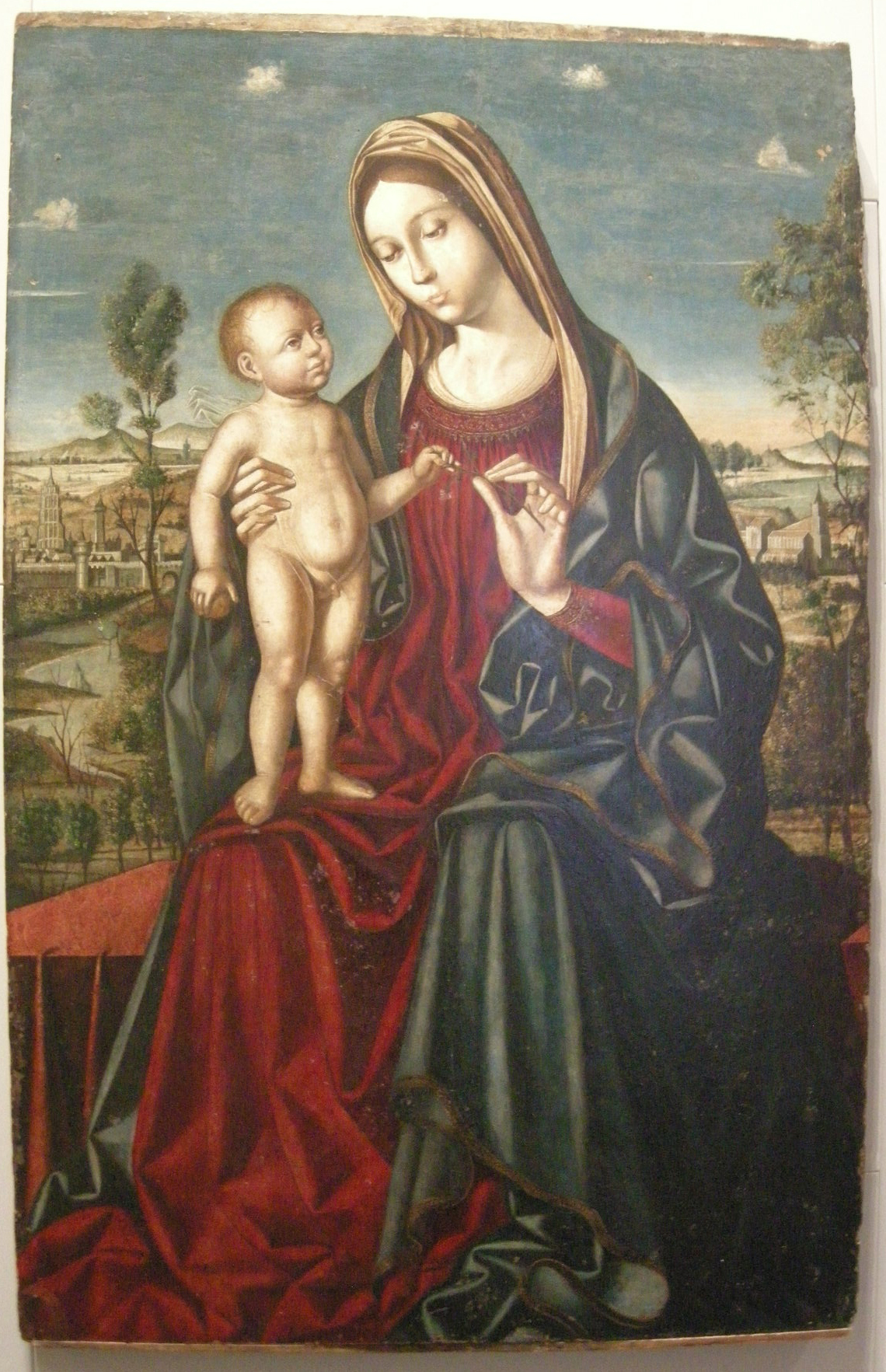
Madonna del gelsomino, Museo regionale di Messina
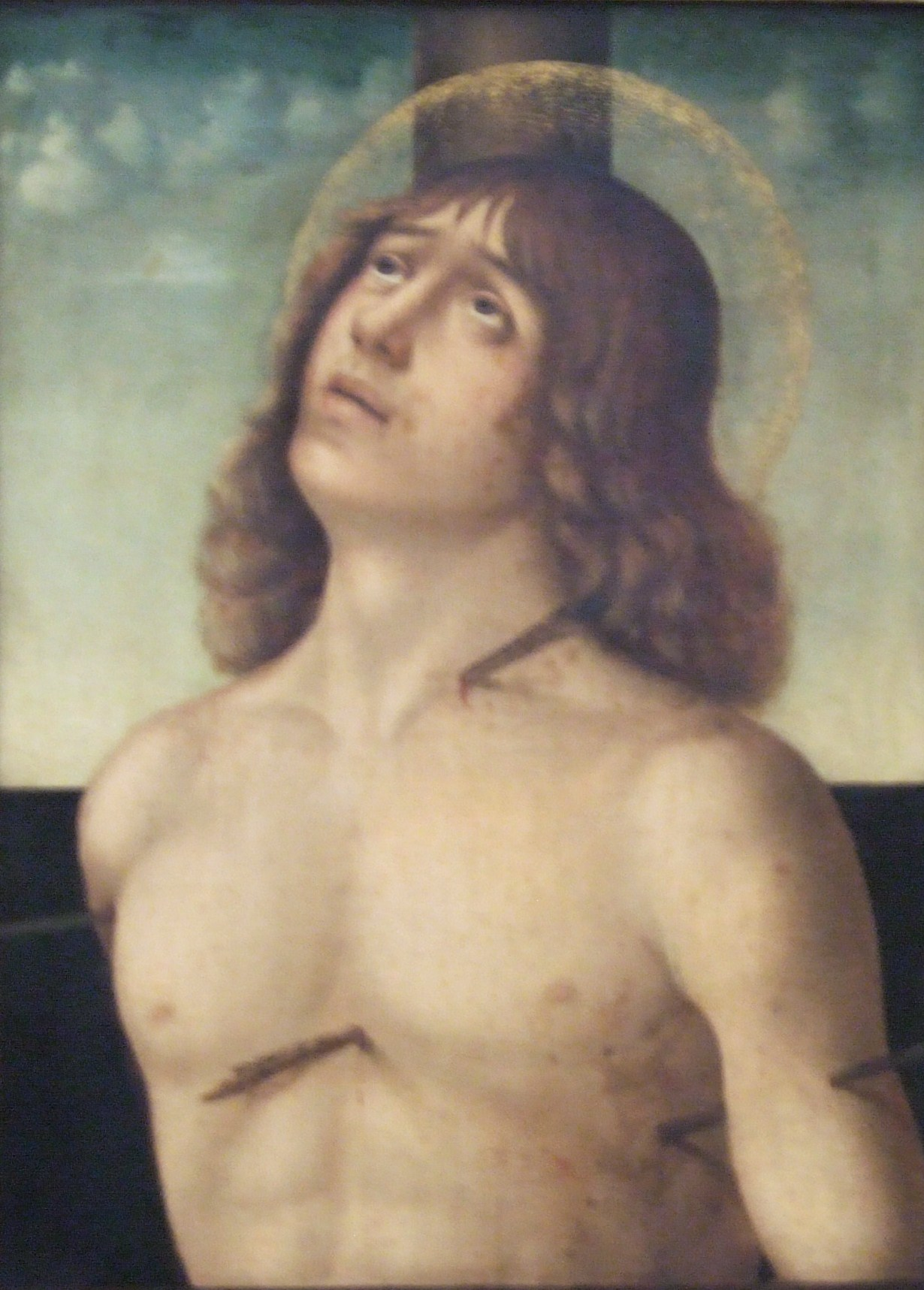
San Sebastiano

## Opere

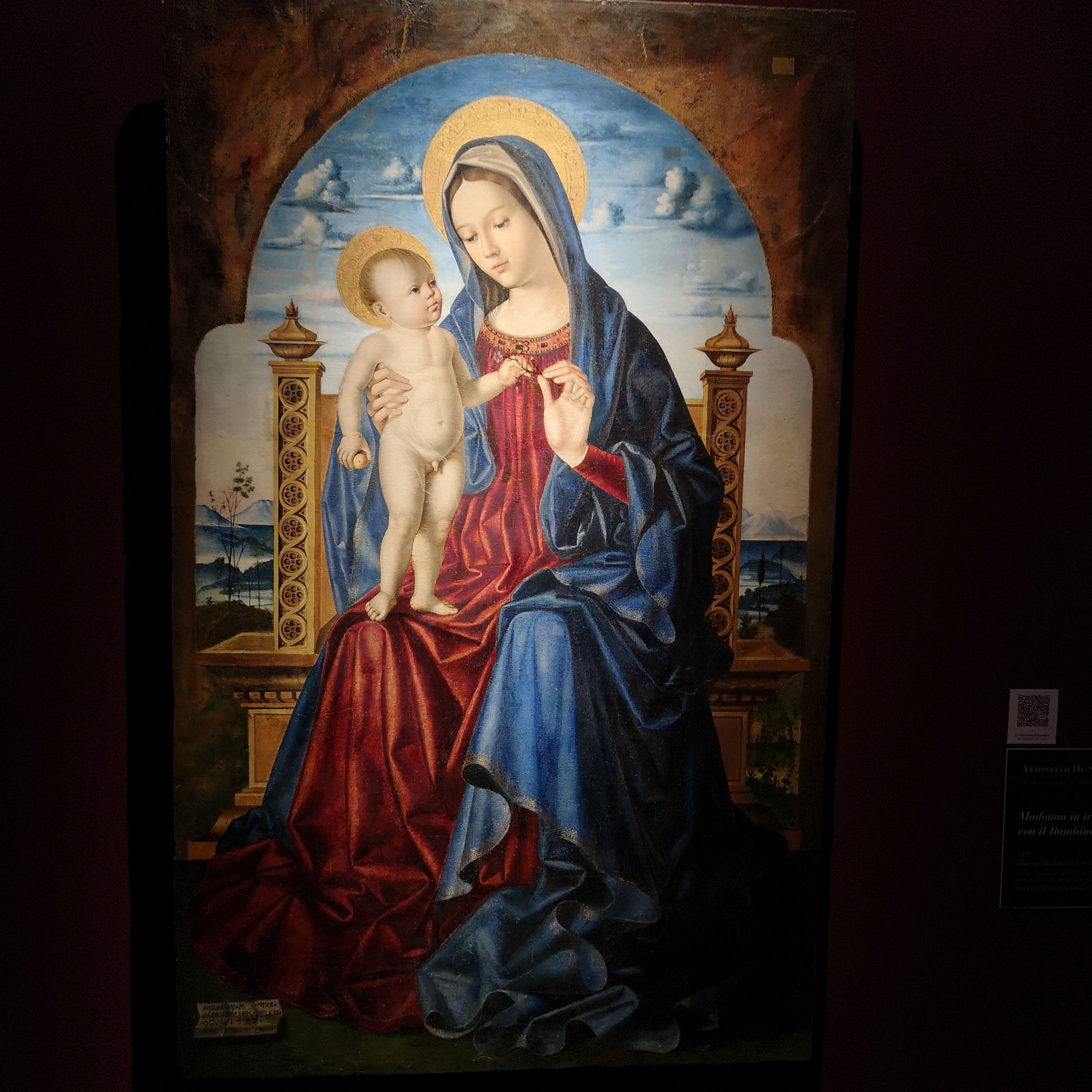
Madonna col Bambino, Castello Ursino, Catania.

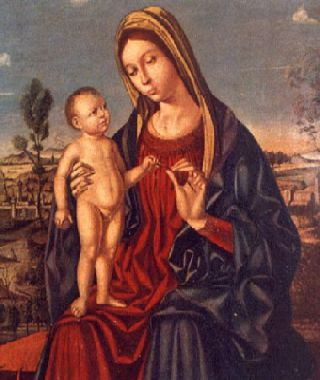
Madonna col Bambino, Museo regionale di Messina.

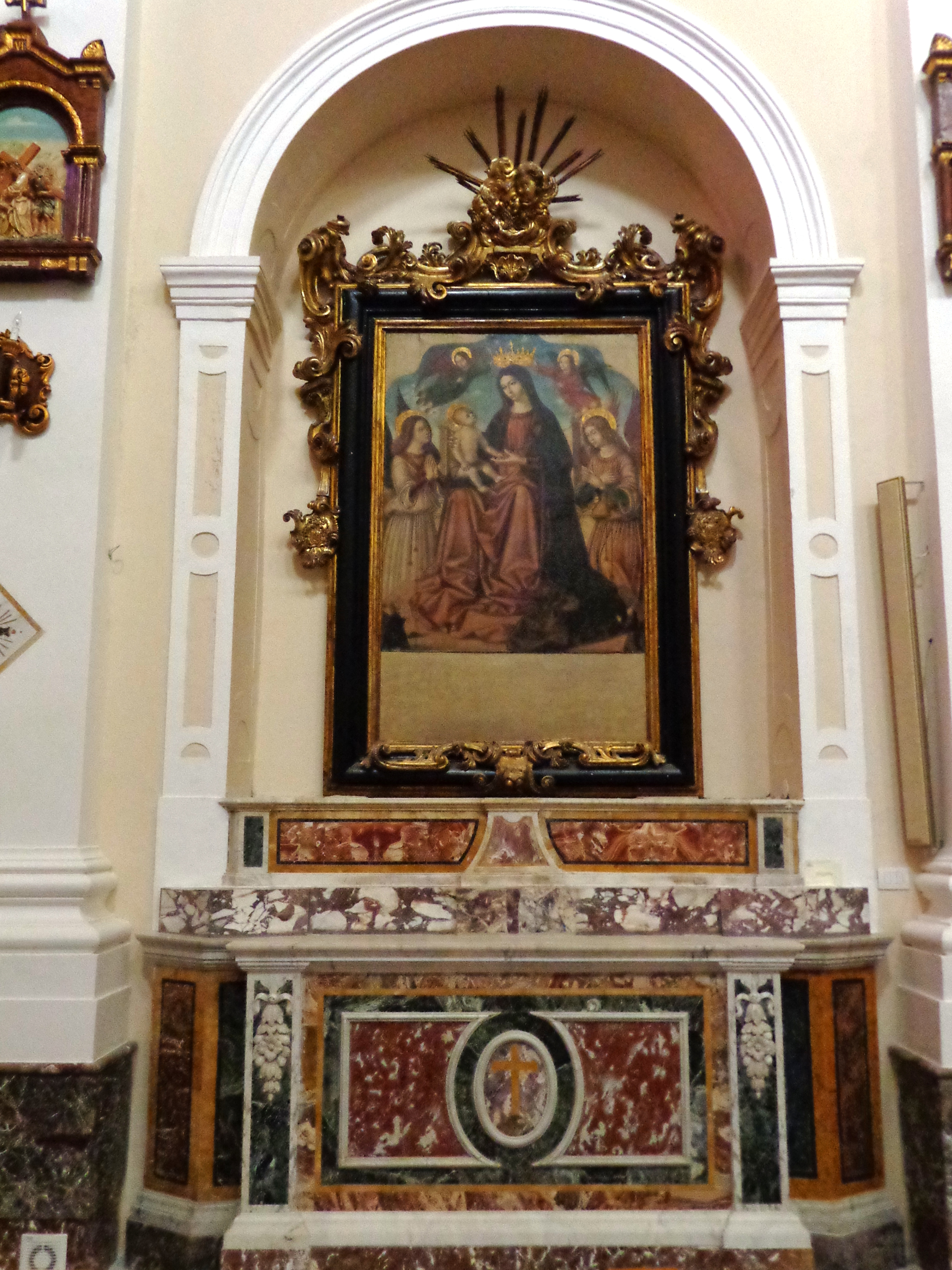
Natività, basilica cattedrale di San Bartolomeo, Patti.

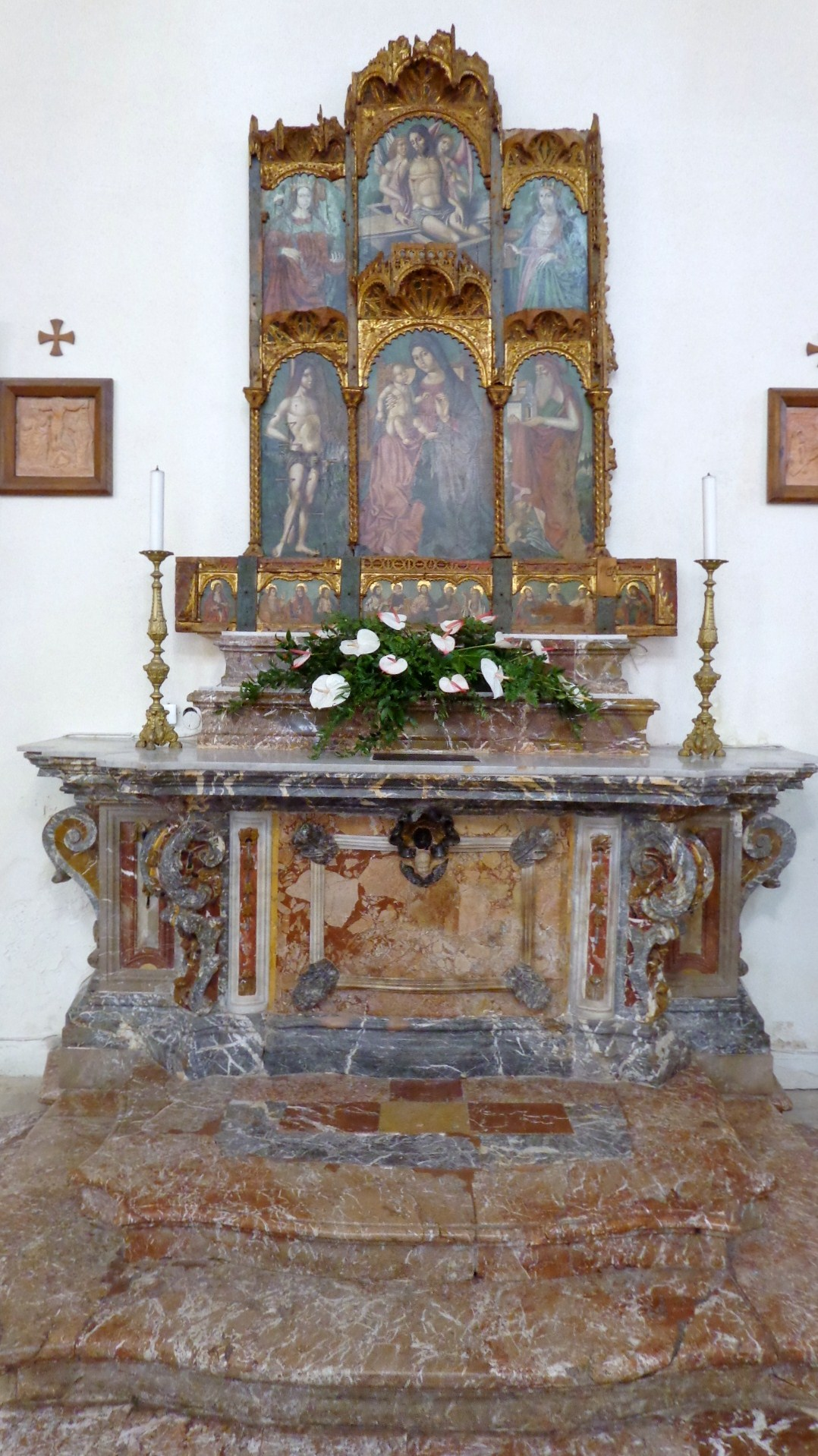
Polittico, cattedrale di San Nicola di Bari, Taormina.

### Provincia di Catania
Museo civico al Castello Ursino:
- 1497, Madonna in trono con il Bambino, pannello.
  - San Francesco, Sant'Antonio, Risurrezione, insieme pannelli di polittico autografo con iscrizione "Antonellus Missenius D. Saliba Hoc Pfecit Opus 1497 die 2 Julii", verosimilmente disassemblato, primitivo aggregato pittorico proveniente dalla chiesa di Santa Maria di Gesù.[4]
- XVI secolo, Polittico raffigurante Madonna con il Bambino ritratta tra Santa Maria Maddalena e Santa Marta, attribuzione, opera proveniente dal monastero delle benedettine di San Bartolomeo, chiesa di San Martino di Randazzo.
- XVI secolo, Madonna con il Bambino, chiesa di Santa Maria di Gesù dell'Ordine dei frati minori osservanti di Vizzini.

### Provincia di Messina
- XVI secolo, Madonna in trono con il Bambino, Museo civico dell'ex Oratorio dei Padri Filippini di Castroreale.[5]
- XVI secolo, Madonna del Soccorso, pala d'altare, opera proveniente dalla chiesa di Gesù e Maria e custodita nella chiesa madre di Santa Croce di Furnari.
- XVI secolo, Madonna, dipinto, duomo di San Nicola di Giampilieri.
- 1508, Madonna con Bambino raffigurati su paesaggio, dipinto autografo recante l'iscrizione "Antonellus Resaliba pinsit Anno MCCCCCVIII. a tempo di Accicco de Alibrando percuratori.", opera documentata custodita nella parrocchiale di San Nicola di Bari di Pistunina.[4]

#### Messina
Museo regionale: 
- XVI secolo, Santa Caterina d'Alessandria.
- XVI secolo, Madonna con il Gelsomino.
- 1501, Santa Domenica raffigurata tra Sant'Agata e Santa Lucia, trittico, opera proveniente dalla chiesa di Santa Domenica di Tremestieri.[6]

#### Milazzo
- XVI secolo, San Pietro e San Paolo, opere documentate nella chiesa di Santa Maria della Catena.

Duomo di Santo Stefano:
- 1531, Polittico, autografo nel cartiglio con dicitura "1531 Eu Mastru Antonellu Resaliba pinsit".[7]
  - San Pietro apostolo e San Paolo apostolo.
  - Adorazione del Bambino.
  - San Rocco.
  - San Tommaso D'Aquino.

#### Monforte San Giorgio
- 1530, Polittico raffigurante la Madonna con Bambino con il Cristo Risorto, gli Apostoli e Santi, tra essi il patrono San Giorgio Martire, la compatrona Sant'Agata, San Pietro, San Paolo, San Giovanni Evangelista, Santa Margherita, Santa Caterina d'Alessandria, Sant'Emidio, opera autografa recante la dicitura "Rosalibba 1530", opera custodita nel duomo di San Giorgio Martire.[4]

#### Patti
- 1531, Madonna con Bambino, pala d'altare, basilica cattedrale di San Bartolomeo.

#### Taormina
- 1504, Polittico, dipinto con raffigurazioni della Vergine Maria e Gesù fra San Girolamo e San Sebastiano, la Deposizione di Cristo, ai lati Sant'Agata e Santa Lucia, nella predella Gesù con Apostoli e Santi. Opera proveniente dall'ex chiesa di San Sebastiano (ex chiesa Sant'Agostino), oggi custodita nella cattedrale di San Nicola.

### Italia
- XVI secolo, Madonna col Bambino, Accademia Carrara, Bergamo.
- XVI secolo, San Girolamo penitente, collezione privata, Biella.
- 1508, Madonna col Bambino, Museo delle arti di Catanzaro.
- XVI secolo, San Sebastiano , Gallerie nazionali d'arte antica a Palazzo Barberini, Roma.
- 1494, Madonna col Bambino, Museo civico, Spoleto.
- XVI secolo, Annunciata, Gallerie dell'Accademia di Venezia. Cfr. riproduzione in Web Gallery of Art

A lungo considerata opera di Antonello da Messina, si scoprì agli inizi del XX secolo che era una copia dell'Annunciata di Palermo, realizzata da Saliba.
- XVI secolo, Cristo alla colonna, Gallerie dell'Accademia di Venezia.
- XVI secolo, Cristo morto sorretto da angeli, Palazzo Ducale, Venezia.
- XVI secolo, Madonna col Bambino, Museo civico di Verona.

### Estero
- XVI secolo, Madonna adorante il Bambino, Musée Jacquemart-André di Parigi.
- XVI secolo, Madonna di Berlino, opera documentata nella Gemäldegalerie di Berlino.

## Galleria d'immagini
Pannelli di Polittico di Antonio di Saliba custoditi nel Museo civico al Castello Ursino